# パオパオチャンネル (YouTuber)
パオパオチャンネルは、@小豆とぶんけいからなる日本の2人組YouTuberである。ファッション、メイク、ダンスなどのトーク番組を主に配信する。元UUUM所属。

## 略歴
元は2人ともニコニコ動画でそれぞれ踊ってみた動画を投稿していた。東京の踊ってみたのイベントで出会い、2015年よりコラボレーション動画を始める。活動初期はダンス動画を中心に配信していたが、YouTuberの水溜りボンドのカンタとパオパオチャンネルのぶんけいの顔が酷似していたことから、水溜りボンドの動画で取り上げられ、2017年2月25日以降は、商品紹介やチャレンジ系などの動画配信や、「パオ博」といったイベントを行うようになった。
2019年1月30日、チャンネル登録者数が100万人を突破した。2019年6月、各々の活動に専念するためパオパオチャンネルとしての活動を、 @小豆は一度独り立ちしてやりたいことを見つけるため、ぶんけいは自らが代表取締役社長を務める映像制作会社・トウメイモード（現・ハクシ）の経営により専念しながら、書籍や舞台といった表現活動にも挑戦するため、という理由で無期限活動休止した。
同年8月5日ぶんけいのUUUM脱退に伴い、パオパオチャンネルはUUUMのホームページから消えた。@小豆は引き続きUUUM所属（UUUMの公式ホームページにプロフィールが未掲載だったが2020年7月15日に掲載された）。
2021年1月22日に突如として「2021.1.23」という40秒の動画がYouTubeチャンネルに投稿される。翌日に投稿された動画で約1年8ヶ月ぶりの活動再開を報告した。個々の活動を重視しつつ、四季の3ヶ月に1回程度集合して、1年に4回のペースで活動する方針としている。
2021年11月1日にYouTubeライブを実施し、2022年4月に個人活動の充実を図るなどの理由から「パオパオチャンネルを終了」する旨を発表。2022年4月24日に投稿された動画をもって、ユニットでの活動を終了した。
しかし、ユニット活動終了後も突然インスタライブでコラボするなどパオチャンズ(ファンの総称）を喜ばせている。

## メンバー
- @小豆（1994年2月3日 - ）（31歳）
女性。身長153cm、血液型B型、神奈川県出身。
- ぶんけい（1994年11月13日 - ）（30歳）
男性。身長168cm、血液型A型、兵庫県淡路島出身。
- パオぞう（2017年2月25日 - ）
パオパオチャンネルのマスコットキャラクター。名前は後付け。

## 書籍
- 『パオパオ解体新書』KADOKAWA、2022年3月28日。ISBN 978-4-04-605755-6。